# Salomon Hirzel (General, 1672)
Salomon Hirzel (* 13. November 1672; † 13. März 1755), Herr von Wülflingen, Reichsbaron, Infanteriegeneral im Dienste Hollands, Oberst des Schweizer Regiments seines Namens, und Ratsherr des Zürcher Grossrats.

## Leben
Hirzel wurde 1672 als Sohn von Jean-Gaspard Hirzel aus Kefikon und Anne Marguerite Lochman geboren.

## Dienst
Er trat in den Dienst von Savoyen als Kadett der Französischen Kompagnie Oberkan im Jahr 1692: Ein Zeichen dieser Troupe, als sein Bruder bekam es wurde er im Jahr 1693 zum Leutnant gemacht und erster Lieutenant am 5. Oktober desselben Jahres, aufgrund einer guten Tat, die er am Vortag in der Schlacht von Marsalle durchführte. Er gründete 1694 eine Kompanie für das Regiment von Sacconay, der er bei der Schlacht und bei der Belagerung von Casal, bei der Schlacht von Alexandria und bei der Einnahme von Wallonien folgte. Er wurde in das Winterquartier in Schwaben geschickt und fand sich bei der Einnahme des Schlosses Evrenburg durch den Prinzen von Baden wieder. Im Jahr 1701 wurde er zum Bürgermeister des neuen Regiments von Albemarle ernannt. Durch seine Leistungen in der Schlacht von Ekeren (heute ein Teil Antwerpens) verdiente er sich im Jahr 1703 den Oberstleutnant, wurde als Geisel zur Einnahme Soufleuvens gesendet, fand sich in den Jahren 1706 & 1707 bei den Belagerungen von Brüssel, Gent, Antwerpen und Oostende. Er deckte sich mit dem Ruhm in der Schlacht bei Oudenaarde am 11. Juli 1708, und in der Schlacht von Veenendaal am 28. September: in dieser letzten Sache kommandierte er das Regiment von Albemarle, mit dem er zweier Angriffe Stand halten konnte, den Feind zurückschlug und der Infanterie Zeit gab, um nachzukommen, um schliesslich die Franzosen zu schlagen. Im folgenden Jahr erhielt er den Oberst. Kurz danach wurde er Oberstleutnant des Regiments, Oberst Kommandant im Jahr 1718, Ratsherr im Grossen Rat im Jahr 1721, Oberst-Inhaber des Regiments im Jahr 1725, Brigadier im Jahr 1727, Reichsbaron im Jahr 1735, General im Jahr 1736, Generalleutnant im Jahr 1740, General der Infanterie 30. Dezember 1747.
Im Jahr 1734 kaufte er Herrschaft Wülflingen.

## Familie
Er heiratete am 8. Dezember 1713 Anne-Marguerite Meyss (1687–1727). Das Paar hatte mehrere Kinder:
- Margaretha (1714–1784) ⚭ Johannes Landolt
- Hans Hartmann (1715–1771)
- Anna Maria Hirzel (1716–1797)⚭ Hans Heinrich Schmid von Kempten
- Salomon (1719–1791), Oberst ⚭ Anna Köferli
- Emerentiana (* 29. September 1720; † 21. März 1790)

⚭ Hans Georg Schmid von Kempten
⚭ Hans Ulrich Usteri
⚭ Ludwig Sulzer
- Hans Kaspar (1722–1722)
- Hans Kaspar (1725–1788)